# Ibrahim Ba
Ibrahim "Ibou" Bá (født 12. november 1973 i Dakar, Senegal) er en tidligere fransk fodboldspiller, som senest spillede for italienske AC Milan. Han var normalt placeret på højre midtbane.
Ba blev født i Senegal, men flyttede som barn med familien til Frankrig. Selvom han havde dobbelt statsborgerskab, valgte han at spille for Frankrigs fodboldlandshold.
I dag er Bá talentspejder hos sin gamle klub AC Milan.